# François Ferry
Pour les articles homonymes, voir Ferry.
Cet article possède un paronyme, voir François Herry.
François Ferry ou Jean-François Ferry (1649-1701) est ingénieur du roi pendant le règne de Louis XIV, directeur des fortifications des provinces et côtes du Poitou, Saintonge, Aunis, Guyenne et Béarn, chargé de diriger tous les travaux des côtes océanes la façade atlantique jusqu'à la Loire.

## Biographie
François Ferry a d'abord été ingénieur ordinaire dépendant de Colbert, conseiller du roi en 1671. Il est anobli en 1683 et nommé ingénieur général en 1690.
François Ferry est notamment le concepteur du « Fort Vauban » à Nîmes, de la citadelle de Saint-Hippolyte-du-Fort dans le Gard  et l'ingénieur du Fort Louvois à Bourcefranc-le-Chapus et du Fort Vauban (encore récemment seulement appelé "le Sémaphore") à Fouras, tous deux en Charente-Maritime. Il dirige également les travaux à La Rochelle des dix-huit chantiers de Vauban visant en rendre imprenable l'estuaire de la Charente, dont le fort Louvois fait partie. Dans sa fonction de directeur des fortifications de la façade atlantique, il réside dans son hôtel particulier à La Rochelle.
Sous l'impulsion de Vauban, il renforce entre 1680 et 1685 les fortifications de Blaye, ce dernier les rapportant au roi « fort en guenilles » !.
De 1686 à 1700, il effectue des travaux supplémentaires à la citadelle de Saint-Jean-Pied-de-Port : constructions de casernements et quelques défenses supplémentaires, sur les instructions de Vauban. En 1686, il est décidé de construire un fort pour surveiller Alès dont la construction est commencée en 1689.
En 1693, il réalise un plan cité fortifiée pour Navarrenx, dans les Pyrénées-Atlantiques.
François Ferry dirige les travaux d'aménagement de 42 pas-de-roi situés dans le lit de l'Isle entre Laubardemont près de Coutras et le pont des Barris à Périgueux pour rendre la rivière navigable. Les travaux sont terminés en 1696, mais n'ont pas été suffisants pour rendre la rivière navigable.
Il seconde Vauban au siège d'Ath, en 1697.
Dans ses travaux, il est secondé par Claude Masse, qui est alors premier aide et dessinateur, qui est devenu ingénieur du roi en 1702, après la mort de François Ferry.

## Projet de citadelle à La Rochelle
Menant depuis les années 1689, le rétablissement des fortifications de la ville de La Rochelle, cet habile ingénieur forma le projet de faire de cette ville une des meilleures places du royaume. Pour la mettre promptement en état de défense, il avait élevé des redans en terre, depuis le bastion des Capucins jusqu'à la porte des deux Moulins. Ces ouvrages n'étaient que provisoires et devaient être rasés après l'achèvement de son projet d'une immense citadelle qu'il se proposait d’établir sur l’emplacement de l'ancien fort Louis. Elle devait embrasser tout l'espace compris entre la Genette et les champs qui sont au-delà des maisons du Fort Louis, d'une part et de l'autre s'étendre depuis les maisons de la Digue jusqu'au-delà du domaine de Port-Neuf, vers Saint-Maurice. Quatre bastions et leurs courtines auraient relié la citadelle au bastion des Capucins, et la porte-Neuve devait être transportée dans la courtine du second. La porte des deux Moulins aurait été transféré à l'extrémité nord de la digue de Richelieu, et un long mur de défense, suivant la falaise de la côte, serait venu rejoindre la muraille de la tour de la Lanterne. Enfin, les vastes terrains compris entre les deux flancs de la place, depuis la Trompette jusqu'à la côte, auraient formé un immense quartier, sillonné par de nombreuses rues et qui aurait presque doublé l'étendue de La Rochelle. Monsieur De Souzy donna son plein assentiment à ce plan gigantesque, lors de sa visite de la ville le 22 juillet 1700. Malheureusement, épuisé par la fatigue, M. Ferry succomba bientôt, et Vauban, par rivalité ou jalousie, dit-on renversa tous les projets de son ancien collègue.

## Relation avec Vauban
Dans le mémoire de 1712 de Claude Masse, il écrit 
« Avec le respect que je dois à la mémoire de Monsieur le Maréchal de Vauban, le fort Chapus n'est pas le seul ouvrage qui a été estropié en France ou trop petit bâti depuis 1680 jusqu'en 1700, année où mourut Ferry. Surtout depuis les Pyrénées jusqu'en Loire, car il suffisait que Monsieur Ferry propose une chose magnifique et avec les propositions de l'Art, pour que Monsieur de Vauban en propose de si vaste qu'il ne pouvait pas s'exécuter ou que le Roy n'en voulait pas faire les frais. La redoute d'Hendaye, le fort de Socoa ainsi que la citadelle de Blaye, l'enceinte de la ville d'Oléron que Monsieur Ferry avait fait commencer, que Monsieur de Vauban lui en assurait y faire des tours bastionnées et l'ouvrage fut deux ans en sursis, avec, après beaucoup de contestations que le Roy se décida en faveur de Monsieur de Vauban »
Claude Masse travailla pendant vingt ans comme dessinateur de Ferry, l'ayant suivi depuis la Picardie jusqu'en Aunis. Plus tard, il travailla pour Vauban.

## Réalisation
Par ordre alphabétique par localité ou nom
- enceinte urbaine et citadelle de Saint-Martin-de-Ré.